# Juan de la Cueva

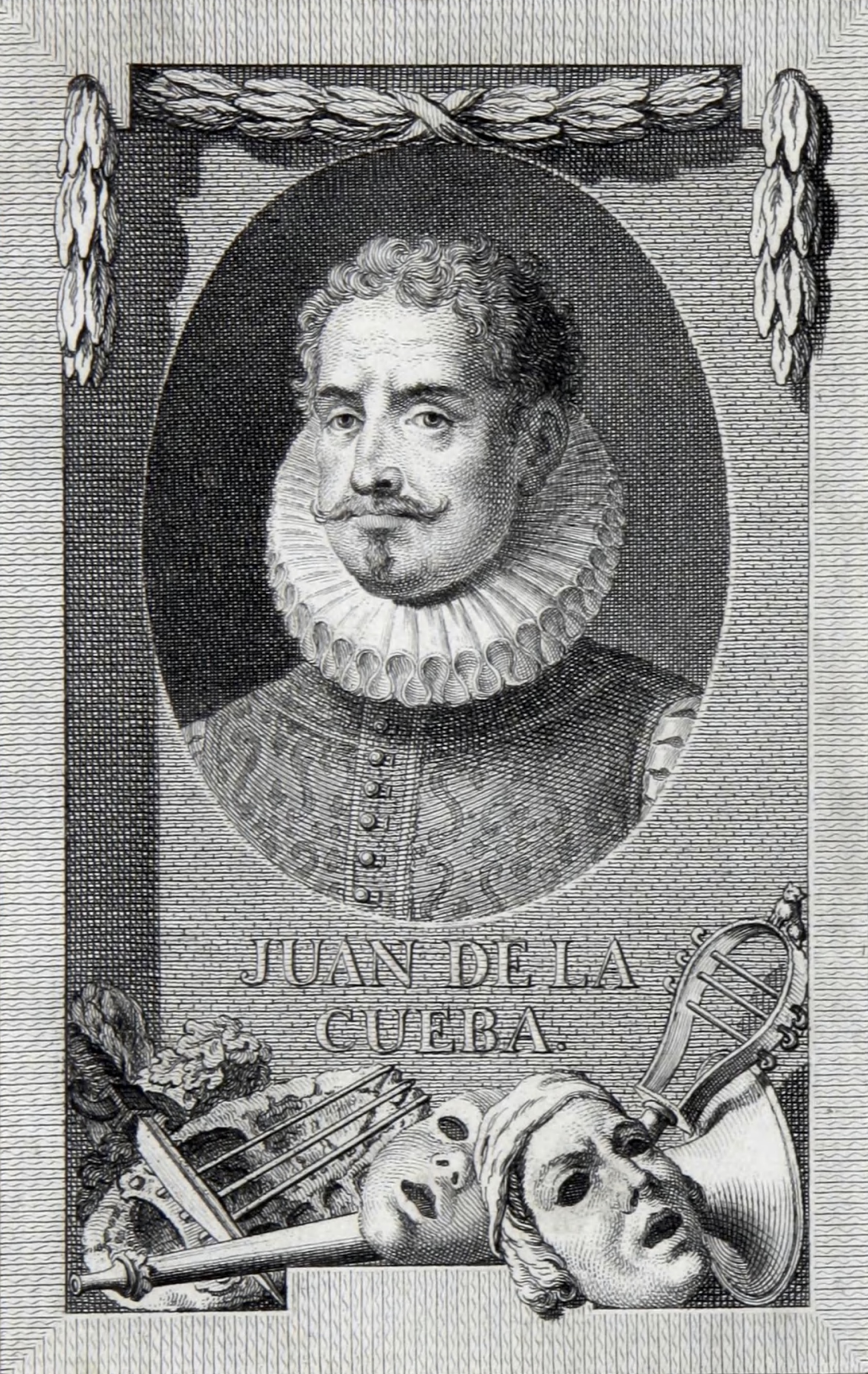
Juan de la Cueva

Juan de la Cueva de Garoza (* 1543 in Sevilla; † 1612) war ein spanischer Dichter und Dramenautor des Siglo de Oro.
Er lebte in Cuenca, auf den Kanarischen Inseln und von 1574 bis 1577 in Mexiko; nach seiner Rückkehr nach Spanien begann er Theaterstücke zu schreiben. Er widmete sich vor allem historischen und mythologischen Themen und verstieß als einer der ersten gegen die klassischen drei Einheiten von Zeit, Raum und Handlung und mischte auch tragische und komische Elemente, womit er zum Vorläufer von Lope de Vega wurde, nur dass er noch die Einteilung in vier Akte beibehielt.
Außerdem schrieb er Sonette, Eklogen und Oden, die in der Gedichtsammlung Flores de Varia Poesía erschienen.
14 Theaterstücke, darunter: El infamador (1581, soll Vorläufer von El burlador de Sevilla von Tirso de Molina sein), El Saco de Roma, La muerte del Rey Don Sancho, La libertad de España por Bernardo de Carpio und Tragedia de los siete Infantes de Lara
Weitere Werke: Viage de Sannio, La Muracinda, Llanto de Venus en la muerte de Adonis, Los amores de Marte y Venus, Coro Febeo de Romances historiales (1587).
La conquista de la Bética (Sevilla, 1603), Epos. El ejemplar poétco (verfasst 1606, veröff. 1774), eine Art literarisches Manifest
Titel:
- Obras de Juan de la Cueva (Sevilla, 1582)
- Primera parte de las tragedias y comedias de Juan de la Cueva (1583)